# Arius van Tienhoven
Arius van Tienhoven (Gorinchem, 3 mei 1886 – 8 september 1965) was een Nederlandse arts die bekendheid verwierf door zijn werk als oorlogschirurg in Servië tijdens de Balkanoorlogen en als hoofd van de chirurgische afdeling van het Militair Ziekenhuis te Valjevo tijdens de Eerste Wereldoorlog. Als lid van een internationale onderzoekscommissie nam hij deel aan een onderzoek naar oorlogsmisdaden van het Oostenrijks-Hongaarse leger in Servië.

## Jeugd
Arius van Tienhoven was een telg uit het geslacht Van Tienhoven en een zoon van Bertus Daniel van Tienhoven (12 september 1856 – 30 maart 1926), civiel ingenieur, en Jeanne Michelinne van de Wetering (20 augustus 1862 – 9 februari 1931). Van Tienhoven doorliep het gymnasium in Den Haag. In zijn vrije uren timmerde hij graag in het tuinhuis van zijn ouders aan de Johan van Oldenbarneveldtlaan; het bankwerken en instrumentmaken zou hem later nog goed van pas komen. Na zijn afstuderen vertrok hij naar Indië maar een ongunstig verlopen operatie, waardoor hij erg verzwakt raakte, bracht hem terug naar Nederland. Hij studeerde in Amsterdam, waar hij medio maart 1912 tot arts bevorderd werd.

## Eerste Balkanoorlog (1912) of Turkse oorlog
Op 24 oktober 1912 vertrok hij per trein via Wenen naar Belgrado om in dienst te treden van de Rode Kruisdienst van Servië, dat de oorlog had verklaard aan het Ottomaanse Rijk. Twee verplegers zouden hem vergezellen. Omdat het Nederlandse Rode Kruis niet voornemens was een ambulancedienst voor Servië uit te rusten, had een aantal notabelen Van Tienhoven geld ter beschikking gesteld. Het zou zijn gegaan om een bedrag van fl. 3.000.-. Hierdoor was een vrij volledige ambulancedienst toch mogelijk. Ambulances waren een soort medische hulpteams die particuliere organisaties naar conflicthaarden stuurden wegens een gebrek aan medische zorg voor de strijdende partijen.
Op kosten van de Servische regering werden een verpleger en een verpleegster van de inrichting tot ziekenverpleging "Providentia" te 's-Gravenhage met 'het gehele materieel van die inrichting' aan deze ambulance toegevoegd. Enkele dagen later vertrokken ook nog drie mensen – twee Leidenaren van het militair hospitaal (W. Dahmen en D. van Vuuren) en een Tilburger – vanuit Nederland naar Belgrado om hun diensten bij Van Tienhoven aan te bieden. Dankzij onder meer twee lezingen van dr. Cramer in Nederland werd er later nog meer geld opgehaald. In Bussum was er een benefietbijeenkomst van het Nederlandse Rode Kruis op 22 november ten behoeve van een röntgenapparaat.
Van Tienhoven richtte een tijdelijk hospitaal in te Belgrado, een van vijftien stuks (later uitgegroeid naar negentien in totaal), in een groot schoolgebouw van een Hogere Burgerschool. Aanvankelijk werd hij slechts bijgestaan door een student en een jonge dokter, later gevolgd door dr. De Jong met als assistent een oude Serviër die tevens als tolk optrad. Van Tienhoven maakte ook zelf de operatiekamer; de meeste operaties betroffen het verwijderen van kogels uit benen, armen, buiken etc. Er lagen minimaal tweehonderd gewonden in het hospitaal. De gewonden waren waarschijnlijk afkomstig van Koemanovo en Prilip, waaronder vele met bevroren voeten.
Van Tienhoven kreeg al gauw van alle kanten hulp aangeboden, met name van vrouwen. Eerst verbleef hij een paar dagen in het Grand Hotel, maar een paar dames richtten voor hem een gemeubileerde kamer in met nieuwe meubels in het hospitaal. De gewonden wilden daarentegen zo snel mogelijk het hospitaal verlaten om 'o zoo graag ... een paar Turken [te] willen vermoorden.' Later zouden er ook gewonde Turkse patiënten worden opgenomen onder wie een pokkenepidemie uitbrak: zij moesten meteen worden geïsoleerd en weggevoerd naar barakken en het eigen personeel ingeënt. Van de kwaliteit van de Nederlandse ambulance werd ook in de buitenlandse pers hoog opgegeven.

## Uitbreiding ambulance (1913)
In 1913 werd het personeel verder uitgebreid met onder meer dr. Van Hamel, tot in totaal tien personen. Na de val van Adrianopel werd Van Tienhoven, samen met Van Hamel, half april door de Servische regering opgedragen een groot hospitaal in te richten voor gewonden. Hiertoe werd de arbeiderskazerne van een grote suikerfabriek op een uur afstand van Belgrado ter beschikking gesteld. Van Tienhoven stelde als voorwaarde personeel (vier verpleegsters en twee verplegers) uit Nederland te mogen laten komen op kosten van het Servische Rode Kruis.

## Onderscheidingen
Eind mei 1913 keerde hij terug naar Den Haag. Bij zijn vertrek uit Belgrado kreeg hij twee ordes uitgereikt door de koning van Servië: het ridderkruis vierde klasse van de Orde van Sint-Sava en de orde van het Servische Rode Kruis. Eerst verbleef hij nog enige dagen te Berlijn, alvorens op zaterdagmorgen 31 mei met de trein van 09.57 uur op het station Hollands Spoor te arriveren. Een officiële huldiging werd afgewezen; wel waren er enkele artsen aanwezig.
Op 8 juni 1914 volgde zijn benoeming tot officier in de Orde van Oranje-Nassau; de verpleegster J.M. de Groote werd tot ridder benoemd.

## Tweede Balkanoorlog (1913) of Bulgaarse oorlog
Wegens de uitbraak van nieuwe vijandigheden keerde Van Tienhoven begin juli op verzoek van de Servische regering terug ter voorbereiding van een mogelijke ambulance. Hij bevond zich op dat moment in Tarasp (Zwitserland), samen met zijn moeder, om uit te rusten van de inspanningen. Hij seinde onmiddellijk naar zijn broer thuis om zijn moeder op te halen; twee dagen later was hij zelf in Belgrado, waar die avond ook zuster De Groote uit Nederland arriveerde. De volgende ochtend meldde hij zich om acht uur bij de gezondheidsdienst waar hij van de chef kort te horen kreeg wat de bedoeling was. Diezelfde avond was het hospitaal schoongemaakt en ingericht. 's Nachts om twee uur arriveerden de eerste 230 gewonden; de volgende 36 uur zou aan één stuk door hulp worden verleend.
De ambulance bestond, behalve hemzelf, uit dr. Van Hamel, twee semiartsen en negen verpleegkundigen. Gelden werden bijeengebracht door zijn vader, dr. C.B. Tilanus jr. en een paar andere heren uit Amsterdam die een zogenaamd 'Balkancomité' hadden gevormd. De werkzaamheden waren gecentreerd in de stad Valjevo; het aantal gewonden liep echter snel terug, waardoor eind september al het vertrek kon worden voorbereid. Bij zijn vertrek kreeg de ambulance een groot banket aangeboden in het Grand Hotel, waar Van Tienhoven werd benoemd tot ereburger. Pas om twee uur 's nachts ging men naar huis; toen om zes uur 's morgens de trein vertrok van het station waren er een massa mensen aanwezig. Onder meer het röntgenapparaat werd achtergelaten.

## Ontvangst
Begin oktober 1913 keerde hij terug in Nederland, ditmaal met de nodige huldeblijken: eerst op het station in Amsterdam en vervolgens op station Holland Spoor in Den Haag. Door dr. Cramer werd gememoreerd hoe Van Tienhoven 'de naam Hollander, tot een eerenaam' in Servië had gemaakt. De arts was zelfs een halve Serviër geworden vanwege zijn ereburgerschap van Valjevo. Ook de consul-generaal van Servië, M. Merens (die uit Amsterdam was meegereisd), voerde het woord over hoe o.a. Van Tienhoven zich als eerste had gemeld bij het consulaat. Vanwege zijn snelle initiatief had hij veel kunnen betekenen voor Servië.
Twee dagen later op 6 oktober werd een dejeuner gehouden in hotel 'Central' te Den Haag: de zaal was voor de gelegenheid versierd met bloemen en met kransen, met linten in de Servische kleuren. Aan de gerechten waren benamingen gegeven toepasselijk op het liefdewerk der ambulanceverpleging. Van Tienhoven sr. werd bij die gelegenheid als 'de ziel der beweging' omschreven.
Later zou Van Tienhoven verklaren dat zijn adagium was: wie in zulke omstandigheden er als eerste is, helpt dubbel. In de moderne oorlogen kwam het erop neer de vijand zo snel mogelijk de eerste klap te verkopen. Het kopen van een instrumentarium was in enkele uren gebeurd. Hoewel het Nederlandse Rode Kruis een uitstekende organisatie was, stond de bureaucratie volgens hem een snelle inzet in de weg. Op de Balkan waren er bovendien ook niet voldoende dokters.

## Berlijn (1914)
Voor zijn verdere studiën werd hij in Berlijn assistent van chirurg prof. Walther Kausch van het Auguste Victoria Krankenhaus. Begin maart 1914 hield Van Tienhoven een lezing in Berlijn in de vereniging Nederland en Oranje over zijn ervaringen in Servië, voor wiens volk hij inmiddels grote sympathie had opgevat. Naast beelden van het werk van de ambulance, uit de hospitalen en van de gewonden, toonde hij foto's van meer alledaagse zaken, zoals het landschap. De lezing werd daardoor niet zo somber als van tevoren gedacht. Na afloop kreeg hij een ware ovatie van vele in Berlijn gevestigde Serviërs die de lezing ook hadden bijgewoond. De Servische zaak en roep om onafhankelijkheid genoot grote populariteit elders in Europa en de wereld, onder meer van de bekende Engelse historicus G.M. Trevelyan.
Van Tienhoven verbleef aldus te Berlijn toen einde juli 1914 de politieke spanning opliep. Bij het Servische gezantschap bood hij alvast zijn assistentie aan. Toen inderdaad bleek dat er dokters nodig waren, telegrafeerde Van Tienhoven meteen zuster De Groote (zijn toekomstige vrouw) die bij beide vorige gelegenheden als operatiezuster met hem was opgetrokken. Tevens seinde hij naar huis voor geld en kocht hij een instrumentarium.

## Eerste Wereldoorlog
Van Tienhoven opereerde wederom in Servië na het uitbreken van de Eerste Wereldoorlog in augustus 1914, al werd er ditmaal geen Nederlandse ambulance gevormd: de deelnemers handelden op eigen initiatief. Al een dag na het uitbreken van de oorlog begaf hij zich met zuster De Groote naar de Balkan. Hij werd er chirurgisch hoofd van het Militair Ziekenhuis in Valjevo. In september voegden de verplegers Henken en Das en de verpleegsters Van der Made en Westerhof zich nog bij hen. De arts nam eerst deel aan een commissie namens de militaire commandant van de Drina divisie wegens onderzoek naar oorlogsmisdaden bij Zavlaka en Brezjak. De overige leden waren: Janićije Krasojević, dr. Svetislav Nikolajević en Jules Schmidt (een ingenieur uit Genève). Op 21 en 22 augustus bezochten zij de regio en constateerden een systematische vernietigingscampagne van de Oostenrijks-Hongaarse troepen. Lichamen werden gemutileerd, mensen geëxecuteerd, huisraad vernield en alle dieren gedood.
Vanaf het najaar heerste er ingewand- of buiktyfus, vlektyfus (volgens de arts door de Oostenrijkers bewust als middel ingezet, want anders vrij zeldzaam als ziekte) en dysenterie. Door de eerste twee ziekten waren vele duizenden slachtoffers gevallen na de gevechten bij Valjevo, mede omdat de lijken van mensen (en dieren) niet konden worden begraven. Die rottende lijken lagen wekenlang in de openlucht. De hygiënische toestand in de meeste kampen en hospitalen voor Servische gewonden was verschrikkelijk: het percentage sterfgevallen was zeer hoog; zeventig à tachtig procent. Van Tienhoven zou later overigens tevens worden geroemd vanwege zijn hulp voor de Oostenrijkse krijgsgevangenen.
Ook Van Tienhoven zelf kreeg half februari vlektyfus, waardoor hij halverwege maart 1915 met zijn afdeling naar Nederland moest terugkeren. Hij zou gedurende twaalf dagen met hevige koortsen (meer dan 40 graden Celsius) bewusteloos hebben gelegen en keerde sterk vermagerd terug.
Volgens Duitse kranten was zijn terugkeer ten onrechte te danken aan onaangenaamheden van Servische zijde. De ware reden zou zijn gezondheidstoestand zijn geweest ten behoeve van een volledig herstel; tevens zou hij zich overwerkt hebben. Bij zijn terugkeer op 16 maart 1915 te Amsterdam weersprak hij op verzoek van de Servische consul-generaal nogmaals de geruchten over enige onderlinge onenigheid. Enkele dagen later spraken beiden bij de begrafenis te Den Haag van de bekende verpleger, broeder A.F. Henken, die een dag na terugkomst uit Valjevo was bezweken aan de vlektyfus.

## Publicaties
Van Tienhoven hield oorlogsdagboeken bij en 'een menigte uiterst merkwaardige foto's, die hij overal zelf heeft genomen, met allerhande verzamelde curiosa'. Het bijhouden van zijn dagboeken gebeurde mogelijk in opdracht van de Nieuwe Rotterdamsche Courant. Deze publiceerde een en ander na zijn terugkeer in 1915 als feuilleton getiteld 'Uit het dagboek van een oorlogs-chirurg (Dr. Van Tienhoven in Servië)'.
Hij deed verder verslag van zijn ervaringen in krantenartikelen en het boek De gruwelen van den oorlog in Servië: het dagboek van de oorlogs-chirurg Dr. A. van Tienhoven, dat hij in 1915 in samenwerking met de bekende auteur M.J. Brusse schreef. De kracht van het boek lag mede in gebruikmaking van de fotografie. 'Eigen opnamen, geachte „neutrale lezer", door dien betrouwbaren en kalmen arts gemaakt, van lafhartige vermoorde grijsaards en aan stukken gehakte vrouwen en meisjes. Je kunt ze zien!'.
Volgens het woord vooraf: "Mijn interview met den heer M. J. Brusse, in de Nieuwe Rotterdamsche Courant verschenen "Onder de Menschen", is met zoo veel belangstelling gelezen en van zoovele zijden werden mij naar aanleiding daarvan vragen gedaan, dat ik met genoegen deze vraaggesprekken nader heb aangevuld en voorzien van de door mij zelf genomen fotografieën, om ze zoo aan den heer Brusse te geven ter publicatie in boekvorm. Nu deze herinneringen dus niet meer bestemd zijn voor een neutraal blad, heb ik mij op verschillende punten scherper uitgesproken over de wreedaardigheden, gepleegd door de Oostenrijksche troepen. Niet door een enkeling, maar ook door de regeering, die zijn soldaten met de wreedste ontplofbare kogels uitrustte. Ik hoop, dat dit werkje tevens moge bijdragen om een beter licht te werpen op het Servische volk. Hetgeen ik er zag en waarnam heb ik getracht steeds op de meest objectieve wijze mee te deelen." Den Haag. Augustus 1915. A. van Tienhoven.
De gruweldaden aan weerszijden begaan waren algemeen bekend. Zo gebruikten de Oostenrijkers ontplofbare kogels, iets wat volgens internationale afspraken verboden was. Tevens werden uitzetbare kogels of zogeheten dumdums gebruikt. Van Tienhoven bracht exemplaren van ontplofbare kogels mee terug naar Nederland en liet deze op hun werkzaamheid onderzoeken.
In 1918 schreef hij een reeks bijdragen voor Het nieuws van den dag voor Nederlandsch-Indië getiteld 'Oorlogservaringen' over zijn werkzaamheden als chirurg.

## Frankrijk (1915-1919)
Van Tienhoven ging halverwege augustus 1915 via Groot-Brittannië naar Frankrijk om zich bij het Franse Rode Kruis aan te sluiten. De Franse regering aanvaardde zijn diensten als chirurg en stelde hem aan als hoofd van de chirurgische afdeling van het hospitaal te Vesoul (nabij Belfort) in Haute-Saône. Inmiddels was er ook een grote ambulance vanuit Nederland in Frankrijk gearriveerd, de zogeheten Treub-ambulance onder leiding van dr. J.C.J. Bierens de Haan. Volgens de pers leek de sympathie in Nederland daarmee te verschuiven naar de geallieerde zijde, hoewel de nood in Servië en Montenegro duidelijk hoger was.
Zijn reputatie als chef-chirurg groeide gestaag verder. Ondanks zijn afwezigheid in Frankrijk werd hij eind oktober 1916 benoemd tot lid van de derde sectie van het Genootschap ter bevordering van Natuur-, Genees-en Heelkunde. Nog later zou hij worden aangesteld als hoofd van de Nederlandse ambulance in Frankrijk gevestigd in het Bois de Boulogne te Parijs. Uiteindelijk zou hij ook in dit land een hoge onderscheiding krijgen: het Legioen van Eer.

## Albanië (1916)
In de beginmaanden van 1916 verbleef Van Tienhoven enige tijd in Albanië, waar hij berichtte voor het Algemeen Handelsblad. Om en in Durrës lagen 130.000 Serviërs gelegerd, vrijwel zonder kleding, voeding of medische hulp: de omstandigheden aldaar tartten volgens hem elke beschrijving.

## Valenciennes (1919)
Wegens beëindiging van de Eerste Wereldoorlog vertrok de Nederlandse ambulance uit Parijs eind januari 1919 naar Valenciennes waar het werk in Frankrijk zou worden voortgezet. In Hotel Le Pré Catelain (ook wel bekend als Pré Catalan) werd wegens het afscheid een Frans-Nederlandse manifestatie gehouden. Door Henri Deterding (van Shell-faam) waren de installaties toegezegd aan Frankrijk en vervolgens naar Valenciennes overgebracht voor een 'algemeen hospitium ten bate van onze landgenooten in het Noorden'.
Bij overdracht van deze 'Fondation Neerlandais' (of 'Fondation Deterding') aan het stadsbestuur begin april sprak Van Tienhoven, aangesteld als geneesheer-directeur, zijn scherpe afkeuring uit over een daad van de Duitsers (door hem ook wel aangehaald als de 'Gentlemen uit Midden-Europa'. Die hadden vlak voor hun ontruiming de meter van de waterleiding opengemaakt 'en omringd door gecomprimeerde dampen'. Op deze wijze hoopten zij een besmetting te veroorzaken, maar de poging was gelukkig tijdig ontdekt: Van Tienhoven en zijn medewerkers tekenden wel proces-verbaal aan van deze misdaad.
Op 19 april 1919 werd de Nederlandse ambulance feestelijk onthaald op het Centraal Station te Amsterdam in de eerste klaswachtkamer. Met name werd gememoreerd op welke wijze het hospitaal de Frans-Nederlandse betrekkingen ten goede was gekomen. Van Tienhoven sprak bij die gelegenheid tevens over de (Duitse) oorlogsmisdaden die hij recent had ervaren.

## Privéleven
Van Tienhoven trouwde op 30 september 1916 te Neuilly-sur-Seine met Jacoba Maartje de Groote (Rotterdam, 25 maart 1884 – 26 april 1965), die hem als verpleegster (of pleegzuster) had bijgestaan tijdens zijn eigen ziekbed (vlektyfus) en werkzaamheden als oorlogschirurg. Zij was twee jaar ouder dan de bruidegom. Haar vader was Marinus Daniel de Groote, koopman in granen, en haar moeder Pietertje Vijbel.
Uit dit huwelijk werden vier kinderen geboren. Hun zoon Arius jr. kwam op 20 september 1951 om het leven na een vliegtuigongeluk in een lesuitvoering van de Supermarine Spitfire voor twee personen, onder kapitein Bodo Sandberg uit Heemsteden die vlak na de start op vliegbasis Soesterberg neerstortte, kapitein Bodo Sandberg heeft het ongeval zwaargewond overleefd, maar Arius jr. is onderweg naar het ziekenhuis overleden.
Over Van Tienhovens activiteiten na de Eerste Wereldoorlog is minder bekend. In 1920 woonde hij het 5e internationale chirurgencongres te Parijs bij, waar hij tevens sprak over vaathechting.
Van 1919 tot 1925 woonde het gezin Van Tienhoven in Rotterdam, aanvankelijk in de Henegouwerlaan, later in de Diergaardelaan.
Arius van Tienhoven was een broer van de journalist en kinderboekenschrijver A.B. van Tienhoven.

## Venezuela (1925-1939)
In 1925 vertrok hij met zijn gezin naar Maracaibo in Venezuela, om daar in dienst te treden van het ziekenhuis van de Caribbean Petrol. Co, een dochtermaatschappij van Royal Dutch Shell. Op woensdag 13 mei 1925 arriveerden zij aan boord van de SS Rensselaer in Curaçao. Hij was aangesteld als hoofd van een nieuw op te zetten hospitaal ter verpleging van de zieke employés en arbeiders van deze maatschappij. Hij bleef daar als chef van de geneeskundige dienst van het bedrijf ten minste tot 1939 in dienst.
In 1930 sprak hij op de begrafenis van de arts dr. A.J.A. Thomas te Baarn. Ook in 1935 bezocht hij enige tijd Nederland.
Later vestigde hij zich in Los Angeles.

## Overlijden
Arius van Tienhoven overleed op 8 september 1965 en werd bij zijn vrouw begraven op de Algemene begraafplaats Nieuw Valkeveen in Naarden.

## Vertaling
In 2005 verscheen in Belgrado een vertaling van zijn boek 'Gruweldaden' van de hand van Jelica Novaković-Lopušina.